# 宮城鈴菜
宮城 鈴菜（みやぎ すずな、1988年8月8日 - ）は、沖縄県出身のプロボウラー。沖縄県立北谷高等学校卒業。日本プロボウリング協会 (JPBA) 42期生。ライセンスNo.449（2009年ライセンス取得）。身長158cm、血液型A型。右投げ。
用品契約は「TYPHOON・JAPAN」。
BS日テレで放送中の『ボウリング革命 P★League』に出場していた。キャッチフレーズは「驚異のクランカー」。

## 概要
- 全日本ナショナルチーム時代にDHCレディースオープンボウリングツアー優勝等の成績が認められ、実技テスト免除にて2009年にプロ入り。実技テスト免除は女子プロボウラーとして史上4人目である。
- 一部の男子選手しか投げられないローダウンといわれる投球法をマスターしており、高速かつ高回転のボールを投球する。
- JPBA公認パーフェクト 3回。800シリーズ達成1回。
- プロ活動の傍ら、自身のオリジナルブランド「TYPHOONJAPAN」を立ち上げ、沖縄を拠点にボウリングウェアー、グッズなどの企画、販売を行っている。

## 主な成績

### アマチュア時代の成績
- 2004年
  - 第11回全国高校対抗選手権 優勝
- 2005年
  - 第41回AMFワールドカップ世界大会出場
  - 第60回岡山国体 少年女子個人戦 優勝
  - 第12回全国高校対抗選手権 優勝(2連覇は史上初)
- 2006年
  - 第9回アジアインタースクールダブルス戦 2位
  - DHCツアー第5戦　ベストアマ
  - 宮崎プロアマトーナメント　ベストアマ
  - 第40回全日本選抜ボウリング選手権大会3位
- 2007年
  - ボウリング革命 P★League第6戦 準優勝
  - 第44回東日本ボウリング選手権大会選手権者決定戦優勝
  - DHCカップアジアGirlsボウリングチャンピオンシップ優勝
- 2008年
  - DHCレディースオープンボウリングツアー 2007/08 第2戦 21位(ベストアマ)
  - 同第3戦 優勝

### プロでの成績
- 2012年
  - ボウリング革命 P★League第40戦 第3位
- 2014年
  - JFEカップ2014千葉女子オープンボウリングトーナメント 優勝